# Hispanizam
Hispanizmi su posuđenice u hrvatskome jeziku koje potječu iz španjolskog jezika. Hrvatski jezik nema mnogo hispanizama.

## Hispanizmi u hrvatskome jeziku
Neke od španjolskih posuđenica koji se upotrebljavaju u hrvatskome jeziku. 
- amerikanski - američki
- cigara - cigareta
- čivava
- flotila - mala flota
- indijanski
- latinskoamerički - južnoameriči, srednjoamerički
- moreški - arapski
- nopal - kaktus
- sekvoja - mamutovac, velečempres
- sopile - frula

## Poveznice
- Posuđenice
- Španjolski jezik